# Ca' Coletti Careni Lucchetti-Stiz

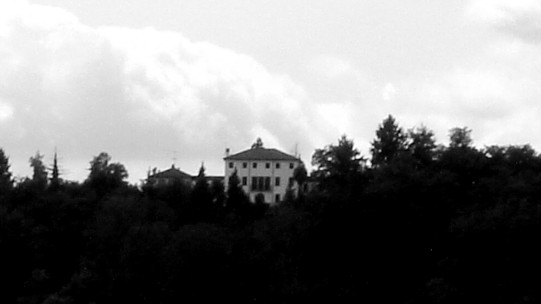
La facciata posteriore della villa, vista dai colli di Manzana

Ca' Coletti Careni Lucchetti-Stiz è una villa veneta di San Pietro di Feletto, ubicata in posizione elevata, con vista sui colli del vittoriese (Manzana, Formeniga) e del coneglianese (Ogliano).
Il complesso fu eretto nel XVIII secolo, come dimora di una ricca famiglia locale.
Attualmente è ancora una casa privata e si trova in buono stato di conservazione.

## Descrizione
Ca' Coletti si compone di più parti, tutte disposte a U intorno a un cortile centrale: il corpo padronale, un oratorio e diverse adiacenze.
Il corpo padronale, di tre piani, si caratterizza per la simmetria delle sue parti e per l'eguale impostazione di entrambe le sue facciate. In particolare la facciata anteriore è aperta, al piano terra, da un portale a tutto sesto con mascherone, al piano nobile, da una trifora centinata con balaustra lapidea e mascheroni, al terzo piano da semplici aperture quadrangolari.
Adiacenti al corpo padronale sono due ali laterali di due piani, aperte da arconi a sesto ribassato al pian terreno e da monofore ad arco al piano superiore.
Ad esse si attaccano perpendicolarmente due lunghe barchesse (con le superfici dipinte a fasce marcapiano): quella di destra ha un porticato continuo al piano terra, a ciascun arco del quale corrisponde una monofora rettangolare; quella di sinistra, composta da due piani e sottotetto, ha tre serie di finestre quadrangolari disposte regolarmente: al centro è tagliata da una parte rialzata, con un'ampia monofora centinata e dotata di mascherone, al piano superiore, e con un passaggio ad arco, al piano terra. La data di costruzione è ignota, si hanno informazioni a partire dal 1776 quando fu acquistata dalla famiglia Ca' Coletti. Nel 1804 passò in proprietà alla famiglia Careni, e nel 1903 fu comprata dalla famiglia Lucchetti, poi Stiz, alla quale appartiene ancora oggi.
L'estremità della barchessa sinistra è completata dal piccolo oratorio privato della villa.